# Swedish Open 2007
Swedish Open 2007 (eller Catella Swedish Open) var en tennisturnering som spelades utomhus på grus mellan 9 och 16 juli 2007. Det var den 60:e upplagan av tävlingen och spelplatsen var som vanligt Båstad Tennisstadion i Båstad.

## Mästare

### Singel
Tommy Robredo besegrade  Nicolás Almagro, 6-1, 6-2.

### Dubbel
Simon Aspelin /  Julian Knowle besegrade  Martin Garcia /  Sebastian Prieto med 6-2, 6-4.